# Rafael Uiterloo
Rafael Uiterloo (Amsterdam, 7 december 1990) is een Nederlands voetballer die als aanvaller speelt.

## Carrière
Uiterloo is afkomstig van de jeugd van AFC Ajax, na achtereenvolgens te hebben gespeeld bij amateurclubs SC Voorland en AVV Zeeburgia. Hij verhuisde in de zomer van 2008 naar FC Utrecht, omdat hij de speelkans in het eerste elftal van de Amsterdammers niet bijzonder groot achtte. De voormalige Ajacied maakte onder Willem van Hanegem zijn debuut voor FC Utrecht tijdens het seizoen 2008-2009, in de met 5-1 verloren thuiswedstrijd tegen PSV. In blessuretijd scoorde hij het enige doelpunt voor de ploeg uit de Domstad. Voorafgaand aan de wedstrijd was gebleken dat de nieuwe aankopen Ali Boussaboun en Mihai Neşu nog niet speelgerechtigd waren, waardoor de club terug moest grijpen op enkele jeugdspelers. Dat seizoen zou Uiterloo nog acht keer in actie komen. In juli 2009 werd hij verhuurd aan eerstedivisionist FC Omniworld, waar de kans op speeltijd groter werd geacht, zeker na de transfer van meerdere spitsen naar de club uit de Domstad. Hij zou voor het seizoen 2009/10 verhuurd worden maar vanwege een meniscus-operatie keerde hij binnen een maand terug bij Utrecht.. In 2010 ging hij in de Verenigde Arabische Emiraten voor Baniyas SC spelen.
Uiterloo was lang zoekende naar een nieuwe club enliep hij stage bij Atletico Madrid en FC Twente. In de voorbereiding op het seizoen 2013-2014 was Uiterloo op proef bij N.E.C.. Hij hield zijn conditie ook op peil bij de Nordin Wooter Academy. Op 2 september 2013 tekende hij bij Topklasser FC Lienden. Met Lienden won hij in 2015 de Topklasse Zondag en werd hij algeheel amateurkampioen. In 2015 keerde hij bij Telstar terug in het profvoetbal. Op 17 augustus 2016 tekende hij een eenjarig contract bij FC Eindhoven. In oktober 2017 ging Uiterloo tot het einde van 2017 voor De Treffers in de Tweede divisie spelen. In maart 2018 ging hij in de Verenigde Staten voor Atlantic City FC spelen dat uitkomt in de National Premier Soccer League. In januari 2019 ging Uiterloo voor FC Lienden in de Tweede divisie spelen.